# Spurius Verginius Tricostus Caeliomontanus
Pour les articles homonymes, voir Verginius Tricostus.
Spurius Verginius Tricostus Caeliomontanus est un homme politique romain du Ve siècle av. J.-C., consul en 456 av. J.-C.

## Famille
Il est le petit-fils d'un Aulus Verginius et le fils d'Aulus Verginius Tricostus Caeliomontanus, consul en 494 av. J.-C. Son nom complet est Spurius Verginius A.f. A.n. Tricostus Caeliomontanus. Il serait le père de Titus Verginius Tricostus Caeliomontanus, consul en 448 av. J.-C., à moins que ce ne soit son neveu, fils de son frère Aulus Verginius Tricostus Caeliomontanus, consul en 469 av. J.-C.

## Biographie
En 456 av. J.-C., il est consul avec Marcus Valerius Maximus Lactuca,,. Leurs mandats se déroulent pendant une période de tension entre la plèbe, représentée par ses tribuns qui réclament la mise par écrit des droits consulaires avec la rogatio Terentilia, et les patriciens qui s'y opposent. Mais ces derniers doivent faire des concessions et le tribun Icilius obtient le vote d’une loi, la lex Icilia de Aventino publicando, qui divise l'Aventin en lots constructibles pour le bénéfice de la plèbe.

### Auteurs antiques
- Tite-Live, Histoire romaine, Livre III, 31 sur le site de l'Université de Louvain
- Diodore de Sicile, Histoire universelle, Livre XII, 3 sur le site de Philippe Remacle

### Auteurs modernes
- (en) T. Robert S. Broughton, The Magistrates of the Roman Republic : Volume I, 509 B.C. - 100 B.C., New York, The American Philological Association, coll. « Philological Monographs, number XV, volume I », 1951, 578 p.